# Gregorio Rodríguez
Gregorio Rodríguez (Córdoba, Argentina; 17 de enero de 2000) es un futbolista argentino. Juega de Extremo derecho y su equipo actual es el Foot Ball Club Melgar de la Primera División del Perú.

## Trayectoria
Formado en las inferiores del Instituto de Córdoba, club de su ciudad natal, Rodríguez fue promovido al primer equipo en 2021 y formó parte del plantel que ganó el ascenso a Primera en 2022.
EN su primer año en Primera disputó 18 encuentros.

## Estadísticas
Actualizado al último partido disputado el 14 de junio de 2025.
| Club                          | Div.          | Temporada     | Liga  | Liga  | Copas nacionales | Copas nacionales | Copas internacionales | Copas internacionales | Total | Total |
| Club                          | Div.          | Temporada     | Part. | Goles | Part.            | Goles            | Part.                 | Goles                 | Part. | Goles |
| ----------------------------- | ------------- | ------------- | ----- | ----- | ---------------- | ---------------- | --------------------- | --------------------- | ----- | ----- |
| Instituto (Córdoba) Argentina | 2.ª           | 2021          | 3     | 0     | 0                | 0                | —                     | —                     | 3     | 0     |
| Instituto (Córdoba) Argentina | 2.ª           | 2022          | 31    | 2     | 0                | 0                | —                     | —                     | 31    | 2     |
| Instituto (Córdoba) Argentina | 1.ª           | 2023          | 18    | 1     | 1                | 0                | —                     | —                     | 19    | 1     |
| Instituto (Córdoba) Argentina | 1.ª           | 2024          | 27    | 4     | 0                | 0                | —                     | —                     | 27    | 4     |
| Instituto (Córdoba) Argentina | Total club    | Total club    | 79    | 7     | 1                | 0                | 0                     | 0                     | 80    | 7     |
| F. B. C. Melgar · Perú        | 1.ª           | 2025          | 14    | 1     | —                | —                | 10                    | 1                     | 24    | 2     |
| F. B. C. Melgar · Perú        | Total club    | Total club    | 14    | 1     | 0                | 0                | 10                    | 1                     | 24    | 2     |
| Total carrera                 | Total carrera | Total carrera | 93    | 8     | 1                | 0                | 10                    | 1                     | 104   | 9     |